# 백지묵서 묘법연화경 (보물 제278호)
백지묵서 묘법연화경(白紙墨書 妙法蓮華經)은 서울특별시 종로구 불교중앙박물관에 있는 조선 태종 15년(1415)에 만들어진 필사본 불경이다. 1963년 1월 21일 대한민국의 보물 제278호로 지정되었다.

## 개요
법화경의 원래 명칭은 묘법연화경으로, 우리나라 천태종의 근본경전이며, 부처가 되는 길이 누구에게나 열려 있다는 것을 기본사상으로 하고 있다. 화엄경과 함께 우리나라 불교사상의 확립에 크게 영향을 끼쳤으며, 우리나라에서 유통된 불교경전 가운데 가장 많이 간행된 경전이다. 
이 백지묵서묘법연화경(白紙墨書妙法蓮華經)은 법화경 내용을 흰 종이에 먹으로 옮겨 쓴 것으로, 모두 7권으로 되어 있다. 각 권은 마치 병풍처럼 펼쳐서 볼 수 있는 형태로 만들어져 있고, 접었을 때의 크기는 세로 36cm, 가로 14cm이다. 권7의 끝에 있는 기록에 의하여, 조선 태종 15년(1415)에 이씨부인이 남편 유근의 명복을 빌기 위하여 만든 것임을 알 수 있다.
표지에는 책의 명칭을 중심으로 꽃무늬가 장식되어 있으며, 책 첫머리에는 불경의 내용을 요약하여 묘사한 변상도(變相圖)가 금색으로 그려져 있다.
완전하고 깨끗하게 보존된 보기드문 작품으로, 고려 후기에 만들어진 것에 비하여 글씨 솜씨는 떨어지지만 정성을 들여 만든 것이다.

## 참고 자료
- 백지묵서 묘법연화경 - 국가유산청 국가유산포털